# La mano que aprieta
La mano que aprieta es una película en blanco y negro de Argentina dirigida por Enrique Carreras sobre el guion de Domingo Di Núbila según la obra teatral Crimen en borrador, de Julio Porter y Raúl Gurruchaga que se estrenó el 21 de enero de 1953 y que tuvo como protagonistas a Gogó Andreu, Tono Andreu,	Alfredo Barbieri y Amelia Vargas.

## Sinopsis
Tres parientes de una millonaria traman matarla para heredarla pero se entromete un estrafalario médico que resulta ser detective.

## Reparto
- Gogó Andreu	 ... como el mismo
- Tono Andreu	... Manolo
- Alfredo Barbieri ... D.D.T. Tampico
- Mario Baroffio ...Fortunato
- Tito Climent	...  como el mismo
- María del Río	 ... Vicky
- Ángel Eleta	... Ralf
- Inés Fernández ...	Lola
- Don Pelele	... Arturo
- Hugo Pimentel	... Fernando
- Roberto Real
- Semillita	 ...	Martín
- Amelia Vargas ... Mercedes

## Comentarios
El Heraldo del Cinematografista dijo en su crónica sobre el filme:

”Es de lamentar que no se haya dado más preponderancia a la intriga, poco original pero de muchas posibilidades, de suspenso, en la preocupación de lograr constantemente efectos reideros a cargo particularmente de Alfredo Barbieri.”

Por su parte el crítico King opinó:

”Logra…su propósito de hacer reír.”